# Gaetano Negri (contrabbassista)
Gaetano Negri (Napoli, 1832 – ...) è stato un contrabbassista e docente italiano.

## Biografia
Gaetano Negri nacque a Napoli nel 1832, figlio di Oronzo, un negoziante originario di Gallipoli, e di Carolina Musco, appartenente a una famiglia di musicisti napoletani. Avviato agli studi musicali dalla madre, entrò nel 1848 nel Conservatorio di San Pietro a Majella, nella classe di contrabbasso tenuta da Gaetano Ciandelli.
Negri intraprese l’attività concertistica sin dai primi anni, collaborando con vari ensemble tra cui la Società del Quartetto fondata da Emanuele Krakamp e il Circolo Bonamici. Fu spesso in scena con colleghi come Gennaro Giarritiello, i fratelli Boubée e il maestro di canto Michele Lombardi.
Gaetano Negri fa parte anche dell'Orchestra del Teatro S. Carlo di Napoli insieme con Domenico La boccetta, Alfonso Viscoso entrando stabilmente negli anni 1850, suonando con musicisti come Ferdinando Pinto e Luigi Zannetti. Il 17 maggio 1862 vinse il concorso per la cattedra di contrabbasso presso il Conservatorio di Napoli, incarico che mantenne fino al 1911, succeduto poi dal suo allievo Luigi Ratiglia.
Negri aderì pienamente agli ideali della scuola ciandelliana, sostenendo il ruolo del contrabbasso come strumento solista e difendendone la dignità artistica e professionale. Fu membro dell’orchestra diretta da Giuseppe Martucci, dove suonò accanto a colleghi come Domenico Laboccetta e Michele Lombardi.
Nel 1909, nominato nella commissione giudicatrice per un concorso al Conservatorio di Firenze, rinunciò all’incarico per la presenza tra i candidati di tre suoi allievi.

## Attività didattica e scritti
Negri fu autore di numerosi metodi e trattati per contrabbasso, alcuni dei quali adottati negli istituti musicali italiani. Nel 2° Abbozzo di un Giudizio sul Contrabbasso si affrontano aspetti teorici, tecnici e costruttivi dello strumento, inclusa la descrizione dettagliata delle sue componenti strutturali.

## Opere principali
- Primo abbozzo di un lavoro storico della Musica
- 2° Abbozzo di un Giudizio sul Contrabbasso, Napoli, 15 settembre 1876
- Cenni storici del Contrabbasso con domande e risposte, Napoli, 26 agosto 1909
- Fritto misto, manoscritto, 1862
- Mamma la rivedremo!!!, romanza
- Il Poveretto, notturno
- Fantasia de I due Foscari, 1863
- Fantasia su La Sonnambula, 1895

## Allievi
Tra i suoi allievi si ricordano: Ferdinando De Lucia, Carlo Franchi, Salvatore Coro, Carlo Flocco, Ferri, Malasomma, Spedaliere, Persico, Tramontano, Taranto. Alcuni di essi proseguirono la tradizione ciandelliana ottenendo incarichi prestigiosi e successi artistici.